# زن زیبا و مرد رمانتیک
زن زیبا و مرد رمانتیک (انگلیسی: Beauty and Mr. Romantic; کره‌ای: 미녀와 순정남) یک مجموعه تلویزیونی کره جنوبی در سال ۲۰۲۴ با بازی ایم سو هیانگ و جی هیون وو است. این مجموعه از ۲۳ مارس ۲۰۲۴ روزهای شنبه و یکشنبه ساعت ۱۹:۵۵ (کی‌اس‌تی) از کی‌بی‌اس۲ پخش شد.

## بازیگران

### اصلی
- ایم سو هیانگ در نقش پارک دو را[۷]
  - لی سول آه در نقش جوانی پارک دو را[۸]
- جی هیون وو در نقش گو پیل سونگ[۹]
  - مون سونگ هیون در نقش گو ده چونگ / جوانی گو پیل سونگ[۱۰]